# مايك كينغ
مايك كينغ (بالإنجليزية: Mike King)‏ هو وكيل نيابة نيوزيلندي، ولد في 12 أبريل 1962.